# Newton Strandberg
Newton D. Strandberg (River Falls, Wisconsin, 3 januari 1921 – Huntsville, Texas, 26 maart 2001) was een Amerikaans componist en muziekpedagoog.

## Levensloop
Strandberg groeide op in het midden van de Verenigde Staten, in Iowa. Nadat hij het North Park College in Chicago afgesloten had, studeerde hij piano en compositie bij Anthony Donato aan de Northwestern University in Evanston en behaalde daar zijn Bachelor of Music Education in 1942 en in 1947 zijn Master of Music in piano performance. Hij promoveerde in 1956 met een Doctorate of Music in compositie aan deze universiteit. Verdere studies deed hij bij Henry Cowell aan de Columbia University in New York en bij de befaamde Nadia Boulanger in Parijs.
Tijdens de Tweede Wereldoorlog vervulde hij zijn militaire dienst in de United States Navy.
Als docent werkte hij eerst als pianoleraar van 1947 tot 1949 aan de Denison University in Granville (Ohio), van 1950 tot 1954 en van 1956 tot 1957 aan de Samford Universiteit in Birmingham (Alabama). Van 1954 tot 1956 werkte hij weer aan de Northwestern University in Evanston. Vanaf 1967 werkte hij als professor voor muziektheorie aan de Sam Houston State University in Huntsville en bleef in deze functie tot hij in 1997 met pensioen ging.
In 1983 werd hij ere-doctor van het North Park College in Chicago.
Als componist schreef hij werken voor orkest, harmonieorkest, piano, orgel, koren en kamermuziek. Persoonlijk was hij zeer geïnteresseerd in Afrikaanse en Aziatische muziek. Zelf zegt hij, dat zijn werken beïnvloed werden door componisten als Igor Stravinsky, Béla Bartók, Olivier Messiaen en Aaron Copland.

## Composities

### Werken voor orkest
- 1961 Four Preludes, voor orkest
  1. Fast with spirit
  2. Slow, with grace and simplicity
  3. Broad, majestic
  4. Fast, and energetic
- 1971 Amenhotep III
- Concerto, voor altviool en orkest
  1. Allegro
  2. Pensively with Rubato
  3. Presto with Imrpovisatory
- Fiesta, voor orkest

- Legend of Emmeline Labiche, interludium voor strijkorkest

### Werken voor harmonieorkest
- Augustine, voor vocale solisten, gemengd koor, harmonieorkest en elektronische instrumenten
- Concert voor piano en harmonieorkest
- Music for an American Harvest Festival, voor harmonieorkest
- Three Short Pieces, voor harmonieorkest
- Xerxes, voor harmonieorkest

### Werken voor koren
- Sanna, Sanna Hosanna

### Vocale muziek
- Children's Prayers, voor sopraan en orkest

### Kamermuziek
- 1960 Caprice and Epilogue, voor altviool en piano
- 1977 Exits, voor klarinet en piano
- 1983 Party Score, voor klarinet, trompet en slagwerk

### Werken voor piano
- 1952 Music, voor piano vierhandig
- Fragments